# 3. Liga 2015-16
La temporada 2015-16 de la 3. Liga correspondió a la 8.ª edición de la Tercera División de Alemania. La fase regular comenzó a disputarse el 24 de julio de 2015 y terminó el 14 de mayo de 2016.

## Sistema de competición
Participaron en la 3. Liga 20 clubes que, siguiendo un calendario establecido por sorteo, se enfrentaron entre sí en dos partidos, uno en terreno propio y otro en campo contrario. El ganador de cada partido tuvo tres puntos, el empate otorgó un punto y la derrota, cero puntos.
El torneo se disputó entre los meses de julio de 2015 y mayo de 2016. Al término de la temporada, los dos primeros clasificados ascendieron a la 2. Bundesliga, y el tercer clasificado disputó su ascenso con el antepenúltimo clasificado de la 2. Bundesliga. Los tres últimos descendieron a la Regionalliga.

## Relevo anual de clubes
| Pos  | Descendidos de la 2. Bundesliga |
| ---- | ------------------------------- |
| 17.º | Erzgebirge Aue                  |
| 18.º | Aalen                           |

| Pos | Ascendidos de la 3. Liga |
| --- | ------------------------ |
| 1.º | Arminia Bielefeld        |
| 2.º | Duisburgo                |

| Pos  | Descendidos de la 3. Liga |
| ---- | ------------------------- |
| 18.° | Borussia Dortmund II      |
| 19.º | Unterhaching              |
| 20.º | Jahn Ratisbona            |

| Pos   | Ascendidos de la Regionalliga |
| ----- | ----------------------------- |
| Prom. | Magdeburgo                    |
| Prom. | Werder Bremen II              |
| Prom. | Wurzburgo Kickers             |

### Clubes participantes
| Club                    | Ciudad     | Estadio                      | Aforo  |
| ----------------------- | ---------- | ---------------------------- | ------ |
| 1. FC Magdeburg         | Magdeburgo | MDCC-Arena                   | 27.250 |
| 1. FSV Maguncia 05 II   | Maguncia   | Bruchwegstadion              | 20.300 |
| Chemnitzer FC           | Chemnitz   | Fischerwiese                 | 18.712 |
| Dinamo Dresde           | Dresde     | Stadion Dresden              | 32.066 |
| Energie Cottbus         | Cottbus    | Stadion der Freundschaft     | 22.528 |
| FC Erzgebirge Aue       | Aue        | Sparkassen-Erzgebirgsstadion | 16.000 |
| F.C. Hansa Rostock      | Rostock    | Ostseestadion                | 29.000 |
| FC Rot-Weiß Erfurt      | Erfurt     | Steigerwaldstadion           | 19.439 |
| Hallescher FC           | Halle      | Erdgas Sportpark             | 15.057 |
| Holstein Kiel           | Kiel       | Holstein-Stadion             | 11.522 |
| SC Fortuna Köln         | Colonia    | Südstadion                   | 12.000 |
| SC Preußen Münster      | Münster    | Preußenstadion               | 15.050 |
| SG Sonnenhof Großaspach | Aspach     | Mechatronik Arena            | 7.768  |
| Stuttgarter Kickers     | Stuttgart  | GAZI-Stadion auf der Waldau  | 11.436 |
| SV Wehen Wiesbaden      | Wiesbaden  | BRITA-Arena                  | 12.250 |
| SV Werder Bremen II     | Bremen     | Weserstadion Platz 11        | 5.500  |
| VfB Stuttgart II        | Stuttgart  | GAZI-Stadion auf der Waldau  | 11.436 |
| VfL Osnabrück           | Osnabrück  | Osnatel-Arena                | 16.667 |
| VfR Aalen               | Aalen      | Scholz-Arena                 | 13.251 |
| Würzburger Kickers      | Würzburgo  | flyeralarm-Arena             | 14.500 |

## Clasificación
- Actualizado el 15 de mayo de 2016.

|  |     | Equipo               | PJ | PG | PE | PP | GF | GC | DG  | PTS |
|  | --- | -------------------- | -- | -- | -- | -- | -- | -- | --- | --- |
|  | 1.  | Dinamo Dresde        | 38 | 21 | 15 | 2  | 75 | 35 | +40 | 78  |
|  | 2.  | Erzgebirge Aue       | 38 | 19 | 13 | 6  | 42 | 21 | +21 | 70  |
|  | 3.  | Würzburger Kickers   | 38 | 16 | 16 | 6  | 43 | 25 | +18 | 64  |
|  | 4.  | Magdeburgo           | 38 | 14 | 14 | 10 | 49 | 37 | +12 | 56  |
|  | 5.  | Osnabrück            | 38 | 14 | 14 | 10 | 46 | 41 | +5  | 56  |
|  | 6.  | Chemnitzer FC        | 38 | 15 | 10 | 13 | 52 | 46 | +6  | 55  |
|  | 7.  | Sonnenhof Großaspach | 38 | 14 | 12 | 12 | 58 | 47 | +11 | 54  |
|  | 8.  | Rot-Weiß Erfurt      | 38 | 14 | 8  | 16 | 47 | 50 | -3  | 50  |
|  | 9.  | Preußen Münster      | 38 | 12 | 13 | 13 | 43 | 41 | +2  | 49  |
|  | 10. | Hansa Rostock        | 38 | 12 | 13 | 13 | 42 | 48 | -6  | 49  |
|  | 11. | Fortuna Colonia      | 38 | 14 | 7  | 17 | 56 | 69 | -13 | 49  |
|  | 12. | Maguncia 05 II       | 38 | 12 | 12 | 14 | 48 | 47 | +1  | 48  |
|  | 13. | Hallescher FC        | 38 | 13 | 9  | 16 | 48 | 48 | 0   | 48  |
|  | 14. | Holstein Kiel        | 38 | 12 | 12 | 14 | 44 | 47 | -3  | 48  |
|  | 15. | Aalen                | 38 | 10 | 14 | 14 | 35 | 40 | -5  | 44  |
|  | 16. | Wehen Wiesbaden      | 38 | 9  | 16 | 13 | 35 | 48 | -13 | 43  |
|  | 17. | Werder Bremen II     | 38 | 11 | 10 | 17 | 42 | 56 | -14 | 43  |
|  | 18. | Stuttgarter Kickers  | 38 | 11 | 10 | 17 | 38 | 52 | -14 | 43  |
|  | 19. | Energie Cottbus      | 38 | 9  | 14 | 15 | 32 | 52 | -20 | 41  |
|  | 20. | Stuttgart II         | 38 | 7  | 10 | 21 | 38 | 63 | -25 | 31  |

| Leyenda |                                               |
|         | Asciende a 2. Bundesliga 2016-17.             |
|         | Promoción de ascenso a 2. Bundesliga 2016-17. |
|         | Desciende a Regionalliga 2016-17.             |

## Evolución de las posiciones
- Actualizado el 16 de mayo de 2016.

| Equipo / Jornada     | 1  | 2  | 3  | 4  | 5  | 6  | 7  | 8  | 9  | 10 | 11 | 12 | 13 | 14 | 15 | 16 | 17 | 18 | 19 | 20 | 21 | 22 | 23 | 24 | 25 | 26 | 27 | 28 | 29 | 30 | 31 | 32 | 33 | 34 | 35 | 36 | 37 | 38 |
| Equipo / Jornada     |    |    |    |    |    |    |    |    |    |    |    |    |    |    |    |    |    |    |    |    |    |    |    |    |    |    |    |    |    |    |    |    |    |    |    |    |    |    |
| -------------------- | -- | -- | -- | -- | -- | -- | -- | -- | -- | -- | -- | -- | -- | -- | -- | -- | -- | -- | -- | -- | -- | -- | -- | -- | -- | -- | -- | -- | -- | -- | -- | -- | -- | -- | -- | -- | -- | -- |
| Dinamo Dresde        | 2  | 3  | 1  | 1  | 1  | 1  | 1  | 1  | 1  | 1  | 1  | 1  | 1  | 1  | 1  | 1  | 1  | 1  | 1  | 1  | 1  | 1  | 1  | 1  | 1  | 1  | 1  | 1  | 1  | 1  | 1  | 1  | 1  | 1  | 1  | 1  | 1  | 1  |
| Erzgebirge Aue       | 11 | 18 | 11 | 6  | 3  | 5  | 7  | 6  | 3  | 3  | 4  | 5  | 5  | 9  | 8  | 7  | 6  | 6  | 3  | 3  | 3  | 3  | 2  | 2  | 2  | 2  | 2  | 2  | 2  | 2  | 2  | 2  | 2  | 2  | 2  | 2  | 2  | 2  |
| Würzburger Kickers   | 14 | 13 | 13 | 15 | 11 | 7  | 9  | 12 | 13 | 14 | 15 | 11 | 12 | 11 | 11 | 9  | 10 | 8  | 9  | 9  | 11 | 12 | 7  | 7  | 7  | 10 | 8  | 6  | 6  | 6  | 4  | 5  | 4  | 3  | 3  | 3  | 3  | 3  |
| Magdeburgo           | 4  | 6  | 2  | 3  | 2  | 3  | 5  | 5  | 8  | 8  | 7  | 7  | 7  | 4  | 6  | 5  | 7  | 7  | 7  | 6  | 4  | 4  | 4  | 4  | 5  | 5  | 5  | 5  | 4  | 5  | 6  | 6  | 6  | 6  | 6  | 6  | 4  | 4  |
| Osnabrück            | 12 | 12 | 17 | 19 | 16 | 12 | 13 | 9  | 10 | 12 | 12 | 13 | 9  | 7  | 7  | 6  | 5  | 4  | 5  | 4  | 5  | 5  | 5  | 5  | 4  | 3  | 3  | 3  | 3  | 3  | 3  | 3  | 3  | 5  | 5  | 4  | 5  | 5  |
| Chemnitzer FC        | 10 | 11 | 7  | 2  | 6  | 4  | 6  | 10 | 11 | 9  | 9  | 9  | 10 | 8  | 10 | 11 | 8  | 10 | 8  | 8  | 10 | 11 | 14 | 14 | 13 | 14 | 16 | 17 | 17 | 18 | 16 | 10 | 8  | 8  | 9  | 8  | 7  | 6  |
| Sonnenhof Großaspach | 8  | 5  | 10 | 5  | 5  | 11 | 12 | 7  | 6  | 6  | 5  | 3  | 3  | 2  | 3  | 3  | 2  | 2  | 2  | 2  | 2  | 2  | 3  | 3  | 3  | 4  | 4  | 4  | 5  | 4  | 5  | 4  | 5  | 4  | 4  | 5  | 6  | 7  |
| Rot-Weiß Erfurt      | 17 | 17 | 19 | 20 | 19 | 16 | 15 | 17 | 12 | 15 | 10 | 12 | 14 | 15 | 12 | 13 | 11 | 12 | 16 | 16 | 17 | 15 | 17 | 17 | 17 | 15 | 15 | 16 | 14 | 13 | 15 | 14 | 13 | 9  | 7  | 10 | 11 | 8  |
| Preußen Münster      | 7  | 4  | 6  | 8  | 10 | 6  | 3  | 3  | 2  | 2  | 2  | 2  | 2  | 3  | 2  | 2  | 3  | 3  | 4  | 5  | 6  | 7  | 6  | 6  | 6  | 6  | 6  | 7  | 7  | 7  | 8  | 7  | 7  | 7  | 8  | 7  | 8  | 9  |
| Hansa Rostock        | 16 | 16 | 9  | 4  | 8  | 10 | 10 | 11 | 9  | 11 | 11 | 15 | 15 | 16 | 19 | 19 | 19 | 17 | 18 | 18 | 16 | 18 | 18 | 18 | 18 | 18 | 17 | 13 | 15 | 14 | 13 | 15 | 14 | 11 | 13 | 11 | 12 | 10 |
| Fortuna Colonia      | 15 | 15 | 18 | 13 | 15 | 9  | 14 | 16 | 18 | 17 | 18 | 20 | 19 | 14 | 15 | 12 | 14 | 16 | 15 | 12 | 9  | 6  | 8  | 8  | 10 | 9  | 10 | 9  | 8  | 9  | 11 | 12 | 9  | 12 | 10 | 12 | 13 | 11 |
| Maguncia 05 II       | 1  | 2  | 5  | 7  | 4  | 2  | 2  | 2  | 4  | 5  | 3  | 4  | 4  | 5  | 4  | 4  | 4  | 5  | 6  | 7  | 8  | 8  | 10 | 11 | 9  | 8  | 9  | 8  | 9  | 8  | 7  | 9  | 12 | 14 | 14 | 16 | 14 | 12 |
| Hallescher FC        | 18 | 19 | 20 | 16 | 18 | 19 | 19 | 18 | 14 | 10 | 14 | 8  | 6  | 10 | 9  | 10 | 12 | 11 | 10 | 10 | 7  | 9  | 11 | 9  | 8  | 7  | 7  | 10 | 10 | 10 | 12 | 13 | 15 | 13 | 11 | 13 | 9  | 13 |
| Holstein Kiel        | 20 | 9  | 4  | 10 | 9  | 15 | 16 | 14 | 16 | 13 | 13 | 14 | 16 | 17 | 20 | 15 | 13 | 13 | 12 | 13 | 15 | 16 | 13 | 12 | 12 | 13 | 11 | 11 | 12 | 12 | 10 | 8  | 10 | 10 | 12 | 9  | 10 | 14 |
| Aalen                | 9  | 10 | 8  | 11 | 12 | 13 | 8  | 8  | 7  | 4  | 6  | 6  | 8  | 6  | 5  | 8  | 9  | 9  | 11 | 11 | 13 | 13 | 12 | 13 | 14 | 11 | 12 | 12 | 11 | 11 | 9  | 11 | 11 | 15 | 15 | 14 | 15 | 15 |
| Wehen Wiesbaden      | 13 | 14 | 14 | 17 | 14 | 17 | 11 | 13 | 15 | 16 | 16 | 16 | 13 | 13 | 13 | 14 | 15 | 15 | 14 | 15 | 12 | 10 | 9  | 10 | 11 | 12 | 14 | 15 | 16 | 19 | 19 | 19 | 19 | 16 | 19 | 19 | 19 | 16 |
| Werder Bremen II     | 6  | 8  | 16 | 14 | 17 | 18 | 18 | 20 | 20 | 19 | 20 | 19 | 20 | 20 | 18 | 20 | 20 | 18 | 17 | 17 | 19 | 17 | 16 | 15 | 15 | 16 | 13 | 14 | 13 | 16 | 17 | 16 | 16 | 17 | 18 | 18 | 18 | 17 |
| Stuttgarter Kickers  | 5  | 7  | 12 | 12 | 7  | 8  | 4  | 4  | 5  | 7  | 8  | 10 | 11 | 12 | 14 | 18 | 17 | 20 | 20 | 20 | 20 | 20 | 20 | 20 | 19 | 19 | 19 | 18 | 19 | 17 | 18 | 17 | 17 | 18 | 16 | 15 | 16 | 18 |
| Energie Cottbus      | 3  | 1  | 3  | 9  | 14 | 14 | 17 | 15 | 17 | 18 | 17 | 17 | 17 | 18 | 16 | 16 | 16 | 14 | 13 | 14 | 14 | 14 | 15 | 16 | 16 | 17 | 18 | 19 | 18 | 15 | 14 | 18 | 18 | 19 | 17 | 17 | 17 | 19 |
| Stuttgart II         | 19 | 20 | 15 | 18 | 20 | 20 | 20 | 19 | 19 | 20 | 19 | 18 | 18 | 19 | 17 | 17 | 18 | 19 | 19 | 19 | 18 | 19 | 19 | 19 | 20 | 20 | 20 | 20 | 20 | 20 | 20 | 20 | 20 | 20 | 20 | 20 | 20 | 20 |

## Resultados
- Los horarios corresponden al huso horario de Alemania (Hora central europea): UTC+1 en horario estándar y UTC+2 en horario de verano.

### Primera rueda
| Magdeburgo          | 2 - 1 | Rot-Weiß Erfurt      | MDCC-Arena                   | 24 de julio | 20:30 |
| Erzgebirge Aue      | 0 - 0 | Osnabrück            | Sparkassen-Erzgebirgsstadion | 25 de julio | 14:00 |
| Dinamo Dresde       | 4 - 1 | Stuttgart II         | Stadion Dresden              | 25 de julio | 14:00 |
| Wehen Wiesbaden     | 0 - 0 | Würzburger Kickers   | BRITA-Arena                  | 25 de julio | 14:00 |
| Holstein Kiel       | 0 - 4 | Maguncia 05 II       | Holstein-Stadion             | 25 de julio | 14:00 |
| Hansa Rostock       | 1 - 2 | Werder Bremen II     | Ostseestadion                | 25 de julio | 14:00 |
| Aalen               | 0 - 0 | Chemnitzer FC        | Scholz-Arena                 | 25 de julio | 14:00 |
| Stuttgarter Kickers | 2 - 1 | Fortuna Colonia      | GAZI-Stadion auf der Waldau  | 25 de julio | 14:00 |
| Preußen Münster     | 1 - 1 | Sonnenhof Großaspach | Preußenstadion               | 25 de julio | 14:00 |
| Energie Cottbus     | 2 - 0 | Hallescher FC        | Stadion der Freundschaft     | 26 de julio | 14:00 |

| Maguncia 05 II       | 2 - 2 | Magdeburgo          | Bruchwegstadion             | 31 de julio | 19:00 |
| Stuttgart II         | 1 - 3 | Preußen Münster     | GAZI-Stadion auf der Waldau | 31 de julio | 19:00 |
| Fortuna Colonia      | 1 - 1 | Aalen               | Südstadion                  | 1 de agosto | 14:00 |
| Chemnitzer FC        | 1 - 1 | Hansa Rostock       | Fischerwiese                | 1 de agosto | 14:00 |
| Werder Bremen II     | 0 - 2 | Energie Cottbus     | Weserstadion Platz 11       | 1 de agosto | 14:00 |
| Rot-Weiß Erfurt      | 0 - 0 | Wehen Wiesbaden     | Steigerwaldstadion          | 1 de agosto | 14:00 |
| Würzburger Kickers   | 1 - 1 | Dinamo Dresde       | flyeralarm-Arena            | 1 de agosto | 14:00 |
| Osnabrück            | 1 - 1 | Stuttgarter Kickers | Osnatel-Arena               | 1 de agosto | 14:00 |
| Hallescher FC        | 0 - 2 | Holstein Kiel       | Erdgas Sportpark            | 2 de agosto | 14:00 |
| Sonnenhof Großaspach | 2 - 0 | Erzgebirge Aue      | Mechatronik Arena           | 2 de agosto | 14:00 |

| Dinamo Dresde        | 3 - 1 | Rot-Weiß Erfurt     | Stadion Dresden              | 13 de agosto | 20:30 |
| Aalen                | 1 - 0 | Osnabrück           | Scholz-Arena                 | 14 de agosto | 19:00 |
| Erzgebirge Aue       | 2 - 0 | Stuttgarter Kickers | Sparkassen-Erzgebirgsstadion | 15 de agosto | 14:00 |
| Wehen Wiesbaden      | 1 - 1 | Maguncia 05 II      | BRITA-Arena                  | 15 de agosto | 14:00 |
| Holstein Kiel        | 3 - 0 | Werder Bremen II    | Holstein-Stadion             | 15 de agosto | 14:00 |
| Energie Cottbus      | 0 - 1 | Chemnitzer FC       | Stadion der Freundschaft     | 15 de agosto | 14:00 |
| Hansa Rostock        | 4 - 2 | Fortuna Colonia     | Ostseestadion                | 15 de agosto | 14:00 |
| Sonnenhof Großaspach | 1 - 3 | Stuttgart II        | Mechatronik Arena            | 15 de agosto | 14:00 |
| Preußen Münster      | 0 - 0 | Würzburger Kickers  | Preußenstadion               | 15 de agosto | 14:00 |
| Magdeburgo           | 2 - 1 | Hallescher FC       | MDCC-Arena                   | 16 de agosto | 14:00 |

| Fortuna Colonia     | 3 - 0 | Energie Cottbus      | Südstadion                  | 21 de agosto | 19:00 |
| Werder Bremen II    | 1 - 1 | Magdeburgo           | Weserstadion Platz 11       | 21 de agosto | 19:00 |
| Osnabrück           | 0 - 1 | Hansa Rostock        | Osnatel-Arena               | 22 de agosto | 13:30 |
| Chemnitzer FC       | 4 - 2 | Holstein Kiel        | Fischerwiese                | 22 de agosto | 14:00 |
| Hallescher FC       | 3 - 0 | Wehen Wiesbaden      | Erdgas Sportpark            | 22 de agosto | 14:00 |
| Rot-Weiß Erfurt     | 1 - 1 | Preußen Münster      | Steigerwaldstadion          | 22 de agosto | 14:00 |
| Würzburger Kickers  | 0 - 1 | Sonnenhof Großaspach | flyeralarm-Arena            | 22 de agosto | 14:00 |
| Stuttgart II        | 1 - 2 | Erzgebirge Aue       | GAZI-Stadion auf der Waldau | 22 de agosto | 14:00 |
| Maguncia 05 II      | 1 - 1 | Dinamo Dresde        | Bruchwegstadion             | 23 de agosto | 14:00 |
| Stuttgarter Kickers | 0 - 0 | Aalen                | GAZI-Stadion auf der Waldau | 23 de agosto | 14:00 |

| Wehen Wiesbaden      | 3 - 1 | Werder Bremen II    | BRITA-Arena                  | 25 de agosto | 19:00 |
| Holstein Kiel        | 2 - 2 | Fortuna Colonia     | Holstein-Stadion             | 25 de agosto | 19:00 |
| Energie Cottbus      | 1 - 2 | Osnabrück           | Stadion der Freundschaft     | 25 de agosto | 19:00 |
| Stuttgart II         | 0 - 2 | Würzburger Kickers  | GAZI-Stadion auf der Waldau  | 25 de agosto | 19:00 |
| Magdeburgo           | 2 - 0 | Chemnitzer FC       | MDCC-Arena                   | 25 de agosto | 20:30 |
| Sonnenhof Großaspach | 2 - 2 | Rot-Weiß Erfurt     | Mechatronik Arena            | 26 de agosto | 18:30 |
| Erzgebirge Aue       | 1 - 0 | Aalen               | Sparkassen-Erzgebirgsstadion | 26 de agosto | 19:00 |
| Hansa Rostock        | 0 - 1 | Stuttgarter Kickers | Ostseestadion                | 26 de agosto | 19:00 |
| Preußen Münster      | 0 - 1 | Maguncia 05 II      | Preußenstadion               | 26 de agosto | 19:00 |
| Dinamo Dresde        | 3 - 2 | Hallescher FC       | Stadion Dresden              | 26 de agosto | 20:30 |

| Fortuna Colonia     | 2 - 1 | Magdeburgo           | Südstadion                  | 28 de agosto | 19:00 |
| Chemnitzer FC       | 1 - 0 | Wehen Wiesbaden      | Fischerwiese                | 29 de agosto | 14:00 |
| Werder Bremen II    | 1 - 2 | Dinamo Dresde        | Weserstadion Platz 11       | 29 de agosto | 14:00 |
| Hallescher FC       | 1 - 3 | Preußen Münster      | Erdgas Sportpark            | 29 de agosto | 14:00 |
| Rot-Weiß Erfurt     | 3 - 0 | Stuttgart II         | Steigerwaldstadion          | 29 de agosto | 14:00 |
| Würzburger Kickers  | 1 - 0 | Erzgebirge Aue       | flyeralarm-Arena            | 29 de agosto | 14:00 |
| Stuttgarter Kickers | 0 - 0 | Energie Cottbus      | GAZI-Stadion auf der Waldau | 29 de agosto | 14:00 |
| Osnabrück           | 3 - 2 | Holstein Kiel        | Osnatel-Arena               | 29 de agosto | 14:00 |
| Maguncia 05 II      | 2 - 1 | Sonnenhof Großaspach | Bruchwegstadion             | 30 de agosto | 14:00 |
| Aalen               | 1 - 1 | Hansa Rostock        | Scholz-Arena                | 30 de agosto | 14:00 |

| Erzgebirge Aue       | 0 - 0 | Hansa Rostock       | Sparkassen-Erzgebirgsstadion | 5 de septiembre  | 14:00 |
| Wehen Wiesbaden      | 3 - 0 | Fortuna Colonia     | BRITA-Arena                  | 5 de septiembre  | 14:00 |
| Holstein Kiel        | 1 - 2 | Stuttgarter Kickers | Holstein-Stadion             | 5 de septiembre  | 14:00 |
| Energie Cottbus      | 0 - 4 | Aalen               | Stadion der Freundschaft     | 5 de septiembre  | 14:00 |
| Würzburger Kickers   | 0 - 0 | Rot-Weiß Erfurt     | flyeralarm-Arena             | 5 de septiembre  | 14:00 |
| Preußen Münster      | 3 - 1 | Werder Bremen II    | Preußenstadion               | 5 de septiembre  | 14:00 |
| Dinamo Dresde        | 1 - 0 | Chemnitzer FC       | Stadion Dresden              | 6 de septiembre  | 14:00 |
| Sonnenhof Großaspach | 0 - 0 | Hallescher FC       | Mechatronik Arena            | 15 de septiembre | 18:30 |
| Magdeburgo           | 3 - 0 | Osnabrück           | MDCC-Arena                   | 15 de septiembre | 18:30 |
| Stuttgart II         | 1 - 1 | Maguncia 05 II      | GAZI-Stadion auf der Waldau  | 15 de septiembre | 19:00 |

| Hansa Rostock       | 1 - 1 | Energie Cottbus      | Ostseestadion               | 11 de septiembre | 19:00 |
| Stuttgarter Kickers | 1 - 0 | Magdeburgo           | GAZI-Stadion auf der Waldau | 11 de septiembre | 19:00 |
| Fortuna Colonia     | 1 - 5 | Dinamo Dresde        | Südstadion                  | 12 de septiembre | 14:00 |
| Chemnitzer FC       | 0 - 1 | Preußen Münster      | Fischerwiese                | 12 de septiembre | 14:00 |
| Werder Bremen II    | 0 - 4 | Sonnenhof Großaspach | Weserstadion Platz 11       | 12 de septiembre | 14:00 |
| Hallescher FC       | 3 - 0 | Stuttgart II         | Erdgas Sportpark            | 12 de septiembre | 14:00 |
| Maguncia 05 II      | 1 - 0 | Würzburger Kickers   | Bruchwegstadion             | 12 de septiembre | 14:00 |
| Rot-Weiß Erfurt     | 0 - 1 | Erzgebirge Aue       | Steigerwaldstadion          | 12 de septiembre | 14:00 |
| Osnabrück           | 4 - 0 | Wehen Wiesbaden      | Osnatel-Arena               | 12 de septiembre | 14:00 |
| Aalen               | 0 - 0 | Holstein Kiel        | Scholz-Arena                | 13 de septiembre | 14:00 |

| Magdeburgo           | 1 - 2 | Aalen               | MDCC-Arena                   | 18 de septiembre | 19:00 |
| Erzgebirge Aue       | 1 - 0 | Energie Cottbus     | Sparkassen-Erzgebirgsstadion | 18 de septiembre | 20:30 |
| Dinamo Dresde        | 2 - 1 | Osnabrück           | Stadion Dresden              | 19 de septiembre | 14:00 |
| Wehen Wiesbaden      | 3 - 3 | Stuttgarter Kickers | BRITA-Arena                  | 19 de septiembre | 14:00 |
| Holstein Kiel        | 0 - 0 | Hansa Rostock       | Holstein-Stadion             | 19 de septiembre | 14:00 |
| Rot-Weiß Erfurt      | 3 - 0 | Maguncia 05 II      | Steigerwaldstadion           | 19 de septiembre | 14:00 |
| Würzburger Kickers   | 0 - 1 | Hallescher FC       | flyeralarm-Arena             | 19 de septiembre | 14:00 |
| Stuttgart II         | 1 - 1 | Werder Bremen II    | GAZI-Stadion auf der Waldau  | 19 de septiembre | 14:00 |
| Sonnenhof Großaspach | 4 - 2 | Chemnitzer FC       | Mechatronik Arena            | 19 de septiembre | 14:00 |
| Preußen Münster      | 3 - 1 | Fortuna Colonia     | Preußenstadion               | 19 de septiembre | 14:00 |

| Maguncia 05 II      | 1 - 1 | Erzgebirge Aue       | Bruchwegstadion             | 22 de septiembre | 18:30 |
| Chemnitzer FC       | 2 - 1 | Stuttgart II         | Fischerwiese                | 22 de septiembre | 19:00 |
| Werder Bremen II    | 0 - 0 | Würzburger Kickers   | Weserstadion Platz 11       | 22 de septiembre | 19:00 |
| Aalen               | 3 - 1 | Wehen Wiesbaden      | Scholz-Arena                | 22 de septiembre | 19:00 |
| Hallescher FC       | 2 - 1 | Rot-Weiß Erfurt      | Erdgas Sportpark            | 22 de septiembre | 20:30 |
| Osnabrück           | 2 - 2 | Preußen Münster      | Osnatel-Arena               | 23 de septiembre | 18:00 |
| Fortuna Colonia     | 2 - 2 | Sonnenhof Großaspach | Südstadion                  | 23 de septiembre | 19:00 |
| Energie Cottbus     | 1 - 2 | Holstein Kiel        | Stadion der Freundschaft    | 23 de septiembre | 19:00 |
| Stuttgarter Kickers | 1 - 2 | Dinamo Dresde        | GAZI-Stadion auf der Waldau | 23 de septiembre | 19:00 |
| Hansa Rostock       | 1 - 1 | Magdeburgo           | Ostseestadion               | 23 de septiembre | 20:30 |

| Maguncia 05 II       | 2 - 0 | Hallescher FC       | Bruchwegstadion              | 25 de septiembre | 19:00 |
| Würzburger Kickers   | 1 - 1 | Chemnitzer FC       | flyeralarm-Arena             | 25 de septiembre | 19:00 |
| Erzgebirge Aue       | 0 - 0 | Holstein Kiel       | Sparkassen-Erzgebirgsstadion | 26 de septiembre | 14:00 |
| Wehen Wiesbaden      | 0 - 0 | Hansa Rostock       | BRITA-Arena                  | 26 de septiembre | 14:00 |
| Magdeburgo           | 2 - 2 | Energie Cottbus     | MDCC-Arena                   | 26 de septiembre | 14:00 |
| Rot-Weiß Erfurt      | 2 - 1 | Werder Bremen II    | Steigerwaldstadion           | 26 de septiembre | 14:00 |
| Sonnenhof Großaspach | 3 - 3 | Osnabrück           | Mechatronik Arena            | 26 de septiembre | 14:00 |
| Preußen Münster      | 4 - 2 | Stuttgarter Kickers | Preußenstadion               | 26 de septiembre | 14:00 |
| Dinamo Dresde        | 4 - 0 | Aalen               | Stadion Dresden              | 27 de septiembre | 14:00 |
| Stuttgart II         | 3 - 0 | Fortuna Colonia     | GAZI-Stadion auf der Waldau  | 27 de septiembre | 14:00 |

| Chemnitzer FC       | 1 - 1 | Rot-Weiß Erfurt      | Fischerwiese                | 1 de octubre | 19:30 |
| Holstein Kiel       | 0 - 0 | Magdeburgo           | Holstein-Stadion            | 2 de octubre | 19:00 |
| Fortuna Colonia     | 0 - 3 | Würzburger Kickers   | Südstadion                  | 3 de octubre | 14:00 |
| Werder Bremen II    | 2 - 1 | Maguncia 05 II       | Weserstadion Platz 11       | 3 de octubre | 14:00 |
| Hallescher FC       | 1 - 0 | Erzgebirge Aue       | Erdgas Sportpark            | 3 de octubre | 14:00 |
| Hansa Rostock       | 1 - 3 | Dinamo Dresde        | Ostseestadion               | 3 de octubre | 14:00 |
| Aalen               | 0 - 0 | Preußen Münster      | Scholz-Arena                | 3 de octubre | 14:00 |
| Stuttgarter Kickers | 0 - 4 | Sonnenhof Großaspach | GAZI-Stadion auf der Waldau | 3 de octubre | 14:00 |
| Osnabrück           | 1 - 1 | Stuttgart II         | Osnatel-Arena               | 3 de octubre | 14:00 |
| Energie Cottbus     | 2 - 2 | Wehen Wiesbaden      | Stadion der Freundschaft    | 4 de octubre | 14:00 |

| Preußen Münster      | 1 - 1 | Hansa Rostock       | Preußenstadion               | 16 de octubre | 19:00 |
| Dinamo Dresde        | 0 - 1 | Energie Cottbus     | Stadion Dresden              | 17 de octubre | 14:00 |
| Wehen Wiesbaden      | 3 - 1 | Holstein Kiel       | BRITA-Arena                  | 17 de octubre | 14:00 |
| Hallescher FC        | 6 - 2 | Werder Bremen II    | Erdgas Sportpark             | 17 de octubre | 14:00 |
| Maguncia 05 II       | 0 - 0 | Chemnitzer FC       | Bruchwegstadion              | 17 de octubre | 14:00 |
| Rot-Weiß Erfurt      | 0 - 2 | Fortuna Colonia     | Steigerwaldstadion           | 17 de octubre | 14:00 |
| Würzburger Kickers   | 0 - 1 | Osnabrück           | flyeralarm-Arena             | 17 de octubre | 14:00 |
| Sonnenhof Großaspach | 2 - 0 | Aalen               | Mechatronik Arena            | 17 de octubre | 14:00 |
| Erzgebirge Aue       | 0 - 0 | Magdeburgo          | Sparkassen-Erzgebirgsstadion | 18 de octubre | 14:00 |
| Stuttgart II         | 2 - 1 | Stuttgarter Kickers | GAZI-Stadion auf der Waldau  | 18 de octubre | 15:30 |

| Werder Bremen II    | 4 - 0 | Erzgebirge Aue       | Weserstadion Platz 11       | 23 de octubre | 19:00 |
| Fortuna Colonia     | 3 - 1 | Maguncia 05 II       | Südstadion                  | 24 de octubre | 14:00 |
| Magdeburgo          | 1 - 0 | Wehen Wiesbaden      | MDCC-Arena                  | 24 de octubre | 14:00 |
| Holstein Kiel       | 1 - 2 | Dinamo Dresde        | Holstein-Stadion            | 24 de octubre | 14:00 |
| Energie Cottbus     | 0 - 0 | Preußen Münster      | Stadion der Freundschaft    | 24 de octubre | 14:00 |
| Hansa Rostock       | 1 - 3 | Sonnenhof Großaspach | Ostseestadion               | 24 de octubre | 14:00 |
| Aalen               | 1 - 0 | Stuttgart II         | Scholz-Arena                | 24 de octubre | 14:00 |
| Stuttgarter Kickers | 1 - 2 | Würzburger Kickers   | GAZI-Stadion auf der Waldau | 24 de octubre | 14:00 |
| Osnabrück           | 1 - 0 | Rot-Weiß Erfurt      | Osnatel-Arena               | 24 de octubre | 14:00 |
| Chemnitzer FC       | 3 - 1 | Hallescher FC        | Fischerwiese                | 25 de octubre | 15:00 |

| Erzgebirge Aue       | 1 - 1 | Wehen Wiesbaden     | Sparkassen-Erzgebirgsstadion | 30 de octubre  | 19:00 |
| Stuttgart II         | 3 - 1 | Hansa Rostock       | GAZI-Stadion auf der Waldau  | 30 de octubre  | 19:00 |
| Dinamo Dresde        | 3 - 2 | Magdeburgo          | Stadion Dresden              | 31 de octubre  | 14:00 |
| Hallescher FC        | 1 - 1 | Fortuna Colonia     | Erdgas Sportpark             | 31 de octubre  | 14:00 |
| Maguncia 05 II       | 0 - 0 | Osnabrück           | Bruchwegstadion              | 31 de octubre  | 14:00 |
| Rot-Weiß Erfurt      | 1 - 0 | Stuttgarter Kickers | Steigerwaldstadion           | 31 de octubre  | 14:00 |
| Würzburger Kickers   | 2 - 2 | Aalen               | flyeralarm-Arena             | 31 de octubre  | 14:00 |
| Sonnenhof Großaspach | 1 - 1 | Energie Cottbus     | Mechatronik Arena            | 31 de octubre  | 14:00 |
| Preußen Münster      | 2 - 0 | Holstein Kiel       | Preußenstadion               | 31 de octubre  | 14:00 |
| Werder Bremen II     | 3 - 2 | Chemnitzer FC       | Weserstadion Platz 11        | 1 de noviembre | 14:00 |

| Wehen Wiesbaden     | 2 - 2 | Dinamo Dresde        | BRITA-Arena                 | 6 de noviembre | 19:00 |
| Osnabrück           | 2 - 0 | Hallescher FC        | Osnatel-Arena               | 6 de noviembre | 19:00 |
| Fortuna Colonia     | 2 - 1 | Werder Bremen II     | Südstadion                  | 7 de noviembre | 14:00 |
| Chemnitzer FC       | 1 - 2 | Erzgebirge Aue       | Fischerwiese                | 7 de noviembre | 14:00 |
| Magdeburgo          | 3 - 0 | Preußen Münster      | MDCC-Arena                  | 7 de noviembre | 14:00 |
| Holstein Kiel       | 3 - 1 | Sonnenhof Großaspach | Holstein-Stadion            | 7 de noviembre | 14:00 |
| Energie Cottbus     | 2 - 2 | Stuttgart II         | Stadion der Freundschaft    | 7 de noviembre | 14:00 |
| Hansa Rostock       | 0 - 0 | Würzburger Kickers   | Ostseestadion               | 7 de noviembre | 14:00 |
| Aalen               | 2 - 2 | Rot-Weiß Erfurt      | Scholz-Arena                | 7 de noviembre | 14:00 |
| Stuttgarter Kickers | 1 - 4 | Maguncia 05 II       | GAZI-Stadion auf der Waldau | 7 de noviembre | 14:00 |

| Stuttgart II         | 1 - 3 | Holstein Kiel       | GAZI-Stadion auf der Waldau  | 20 de noviembre | 19:00 |
| Erzgebirge Aue       | 1 - 1 | Dinamo Dresde       | Sparkassen-Erzgebirgsstadion | 21 de noviembre | 14:00 |
| Werder Bremen II     | 0 - 1 | Osnabrück           | Weserstadion Platz 11        | 21 de noviembre | 14:00 |
| Hallescher FC        | 1 - 1 | Stuttgarter Kickers | Erdgas Sportpark             | 21 de noviembre | 14:00 |
| Maguncia 05 II       | 1 - 0 | Aalen               | Bruchwegstadion              | 21 de noviembre | 14:00 |
| Rot-Weiß Erfurt      | 3 - 2 | Hansa Rostock       | Steigerwaldstadion           | 21 de noviembre | 14:00 |
| Würzburger Kickers   | 2 - 2 | Energie Cottbus     | flyeralarm-Arena             | 21 de noviembre | 14:00 |
| Sonnenhof Großaspach | 1 - 0 | Magdeburgo          | Mechatronik Arena            | 21 de noviembre | 14:00 |
| Preußen Münster      | 0 - 0 | Wehen Wiesbaden     | Preußenstadion               | 21 de noviembre | 14:00 |
| Chemnitzer FC        | 3 - 1 | Fortuna Colonia     | Fischerwiese                 | 22 de noviembre | 14:00 |

| Dinamo Dresde       | 0 - 0 | Preußen Münster      | Stadion Dresden              | 28 de noviembre | 14:00 |
| Wehen Wiesbaden     | 2 - 2 | Sonnenhof Großaspach | BRITA-Arena                  | 28 de noviembre | 14:00 |
| Magdeburgo          | 2 - 2 | Stuttgart II         | MDCC-Arena                   | 28 de noviembre | 14:00 |
| Holstein Kiel       | 1 - 2 | Würzburger Kickers   | Holstein-Stadion             | 28 de noviembre | 14:00 |
| Energie Cottbus     | 2 - 1 | Rot-Weiß Erfurt      | Stadion der Freundschaft     | 28 de noviembre | 14:00 |
| Hansa Rostock       | 1 - 0 | Maguncia 05 II       | Ostseestadion                | 28 de noviembre | 14:00 |
| Aalen               | 0 - 0 | Hallescher FC        | Scholz-Arena                 | 28 de noviembre | 14:00 |
| Stuttgarter Kickers | 0 - 2 | Werder Bremen II     | GAZI-Stadion auf der Waldau  | 28 de noviembre | 14:00 |
| Osnabrück           | 2 - 0 | Chemnitzer FC        | Osnatel-Arena                | 28 de noviembre | 14:00 |
| Erzgebirge Aue      | 2 - 0 | Fortuna Colonia      | Sparkassen-Erzgebirgsstadion | 29 de noviembre | 14:00 |

| Fortuna Colonia      | 3 - 1 | Osnabrück           | Südstadion                  | 4 de diciembre | 19:00 |
| Sonnenhof Großaspach | 0 - 0 | Dinamo Dresde       | Mechatronik Arena           | 4 de diciembre | 19:00 |
| Chemnitzer FC        | 1 - 0 | Stuttgarter Kickers | Fischerwiese                | 5 de diciembre | 14:00 |
| Werder Bremen II     | 1 - 1 | Aalen               | Weserstadion Platz 11       | 5 de diciembre | 14:00 |
| Hallescher FC        | 2 - 0 | Hansa Rostock       | Erdgas Sportpark            | 5 de diciembre | 14:00 |
| Maguncia 05 II       | 0 - 1 | Energie Cottbus     | Bruchwegstadion             | 5 de diciembre | 14:00 |
| Rot-Weiß Erfurt      | 1 - 3 | Holstein Kiel       | Steigerwaldstadion          | 5 de diciembre | 14:00 |
| Würzburger Kickers   | 1 - 1 | Magdeburgo          | flyeralarm-Arena            | 5 de diciembre | 14:00 |
| Stuttgart II         | 1 - 2 | Wehen Wiesbaden     | GAZI-Stadion auf der Waldau | 5 de diciembre | 14:00 |
| Preußen Münster      | 0 - 1 | Erzgebirge Aue      | Preußenstadion              | 5 de diciembre | 14:00 |

### Segunda rueda
| Stuttgart II         | 1 - 1 | Dinamo Dresde       | GAZI-Stadion auf der Waldau | 11 de diciembre | 19:00 |
| Osnabrück            | 0 - 0 | Erzgebirge Aue      | Osnatel-Arena               | 12 de diciembre | 14:00 |
| Würzburger Kickers   | 0 - 0 | Wehen Wiesbaden     | flyeralarm-Arena            | 12 de diciembre | 14:00 |
| Maguncia 05 II       | 0 - 0 | Holstein Kiel       | Bruchwegstadion             | 12 de diciembre | 14:00 |
| Chemnitzer FC        | 1 - 1 | Aalen               | Fischerwiese                | 12 de diciembre | 14:00 |
| Fortuna Colonia      | 3 - 1 | Stuttgarter Kickers | Südstadion                  | 12 de diciembre | 14:00 |
| Sonnenhof Großaspach | 3 - 1 | Preußen Münster     | Mechatronik Arena           | 12 de diciembre | 14:00 |
| Hallescher FC        | 1 - 1 | Energie Cottbus     | Erdgas Sportpark            | 13 de diciembre | 14:00 |
| Werder Bremen II     | 1 - 1 | Hansa Rostock       | Weserstadion Platz 11       | 13 de diciembre | 14:00 |
| Rot-Weiß Erfurt      | 0 - 2 | Magdeburgo          | Steigerwaldstadion          | 14 de diciembre | 18:30 |

| Dinamo Dresde       | 2 - 1 | Würzburger Kickers   | Stadion Dresden              | 17 de diciembre | 20:30 |
| Holstein Kiel       | 0 - 4 | Hallescher FC        | Holstein-Stadion             | 18 de diciembre | 19:00 |
| Stuttgarter Kickers | 2 - 2 | Osnabrück            | GAZI-Stadion auf der Waldau  | 18 de diciembre | 19:00 |
| Wehen Wiesbaden     | 3 - 0 | Rot-Weiß Erfurt      | BRITA-Arena                  | 18 de diciembre | 20:00 |
| Aalen               | 0 - 2 | Fortuna Colonia      | Scholz-Arena                 | 19 de diciembre | 14:00 |
| Hansa Rostock       | 1 - 0 | Chemnitzer FC        | Ostseestadion                | 19 de diciembre | 14:00 |
| Energie Cottbus     | 1 - 1 | Werder Bremen II     | Stadion der Freundschaft     | 19 de diciembre | 14:00 |
| Magdeburgo          | 3 - 1 | Maguncia 05 II       | MDCC-Arena                   | 19 de diciembre | 14:00 |
| Preußen Münster     | 1 - 2 | Stuttgart II         | Preußenstadion               | 19 de diciembre | 14:00 |
| Erzgebirge Aue      | 2 - 0 | Sonnenhof Großaspach | Sparkassen-Erzgebirgsstadion | 19 de diciembre | 14:00 |

| Stuttgarter Kickers | 1 - 1 | Erzgebirge Aue       | GAZI-Stadion auf der Waldau | 22 de enero   | 19:00 |
| Fortuna Colonia     | 5 - 1 | Hansa Rostock        | Südstadion                  | 22 de enero   | 19:00 |
| Rot-Weiß Erfurt     | 3 - 2 | Dinamo Dresde        | Steigerwaldstadion          | 23 de enero   | 14:00 |
| Maguncia 05 II      | 0 - 0 | Wehen Wiesbaden      | Bruchwegstadion             | 23 de enero   | 14:00 |
| Osnabrück           | 2 - 1 | Aalen                | Osnatel-Arena               | 23 de enero   | 14:00 |
| Hallescher FC       | 1 - 2 | Magdeburgo           | Erdgas Sportpark            | 24 de enero   | 14:00 |
| Werder Bremen II    | 2 - 1 | Holstein Kiel        | Weserstadion Platz 11       | 24 de enero   | 14:00 |
| Stuttgart II        | 0 - 3 | Sonnenhof Großaspach | GAZI-Stadion auf der Waldau | 24 de enero   | 14:00 |
| Würzburger Kickers  | 3 - 0 | Preußen Münster      | flyeralarm-Arena            | 17 de febrero | 19:00 |
| Chemnitzer FC       | 4 - 0 | Energie Cottbus      | Fischerwiese                | 24 de marzo   | 19:00 |

| Holstein Kiel        | 5 - 2 | Chemnitzer FC       | Holstein-Stadion             | 30 de enero | 14:00 |
| Magdeburgo           | 1 - 1 | Werder Bremen II    | MDCC-Arena                   | 30 de enero | 14:00 |
| Dinamo Dresde        | 3 - 0 | Maguncia 05 II      | Stadion Dresden              | 30 de enero | 14:00 |
| Preußen Münster      | 2 - 0 | Rot-Weiß Erfurt     | Preußenstadion               | 30 de enero | 14:00 |
| Sonnenhof Großaspach | 1 - 2 | Würzburger Kickers  | Mechatronik Arena            | 30 de enero | 14:00 |
| Erzgebirge Aue       | 1 - 0 | Stuttgart II        | Sparkassen-Erzgebirgsstadion | 30 de enero | 14:00 |
| Aalen                | 3 - 0 | Stuttgarter Kickers | Scholz-Arena                 | 30 de enero | 14:00 |
| Hansa Rostock        | 0 - 0 | Osnabrück           | Ostseestadion                | 30 de enero | 14:00 |
| Energie Cottbus      | 0 - 0 | Fortuna Colonia     | Stadion der Freundschaft     | 31 de enero | 14:00 |
| Wehen Wiesbaden      | 1 - 0 | Hallescher FC       | BRITA-Arena                  | 31 de enero | 14:00 |

| Chemnitzer FC       | 0 - 0 | Magdeburgo           | Fischerwiese                | 5 de febrero | 17:00 |
| Aalen               | 0 - 2 | Erzgebirge Aue       | Scholz-Arena                | 5 de febrero | 19:00 |
| Osnabrück           | 0 - 0 | Energie Cottbus      | Osnatel-Arena               | 5 de febrero | 19:00 |
| Werder Bremen II    | 1 - 0 | Wehen Wiesbaden      | Weserstadion Platz 11       | 6 de febrero | 14:00 |
| Stuttgarter Kickers | 2 - 0 | Hansa Rostock        | GAZI-Stadion auf der Waldau | 6 de febrero | 14:00 |
| Würzburger Kickers  | 0 - 0 | Stuttgart II         | flyeralarm-Arena            | 6 de febrero | 14:00 |
| Rot-Weiß Erfurt     | 0 - 2 | Sonnenhof Großaspach | Steigerwaldstadion          | 6 de febrero | 14:00 |
| Maguncia 05 II      | 2 - 3 | Preußen Münster      | Bruchwegstadion             | 6 de febrero | 14:00 |
| Hallescher FC       | 0 - 0 | Dinamo Dresde        | Erdgas Sportpark            | 7 de octubre | 14:00 |
| Fortuna Colonia     | 2 - 3 | Holstein Kiel        | Südstadion                  | 7 de octubre | 14:00 |

| Stuttgart II         | 1 - 2 | Rot-Weiß Erfurt     | GAZI-Stadion auf der Waldau  | 12 de febrero | 19:00 |
| Magdeburgo           | 0 - 0 | Fortuna Colonia     | MDCC-Arena                   | 13 de febrero | 14:00 |
| Wehen Wiesbaden      | 1 - 1 | Chemnitzer FC       | BRITA-Arena                  | 13 de febrero | 14:00 |
| Preußen Münster      | 0 - 1 | Hallescher FC       | Preußenstadion               | 13 de febrero | 14:00 |
| Sonnenhof Großaspach | 0 - 3 | Maguncia 05 II      | Mechatronik Arena            | 13 de febrero | 14:00 |
| Hansa Rostock        | 3 - 0 | Aalen               | Ostseestadion                | 13 de febrero | 14:00 |
| Energie Cottbus      | 1 - 2 | Stuttgarter Kickers | Stadion der Freundschaft     | 13 de febrero | 14:00 |
| Holstein Kiel        | 0 - 1 | Osnabrück           | Holstein-Stadion             | 13 de febrero | 14:00 |
| Erzgebirge Aue       | 0 - 0 | Würzburger Kickers  | Sparkassen-Erzgebirgsstadion | 14 de febrero | 14:00 |
| Dinamo Dresde        | 2 - 1 | Werder Bremen II    | Stadion Dresden              | 14 de febrero | 14:00 |

| Stuttgarter Kickers | 0 - 0 | Holstein Kiel        | GAZI-Stadion auf der Waldau | 19 de febrero | 19:00 |
| Hansa Rostock       | 0 - 2 | Erzgebirge Aue       | Ostseestadion               | 20 de febrero | 14:00 |
| Fortuna Colonia     | 4 - 1 | Wehen Wiesbaden      | Südstadion                  | 20 de febrero | 14:00 |
| Osnabrück           | 2 - 0 | Magdeburgo           | Osnatel-Arena               | 20 de febrero | 14:00 |
| Aalen               | 3 - 0 | Energie Cottbus      | Scholz-Arena                | 20 de febrero | 14:00 |
| Maguncia 05 II      | 3 - 1 | Stuttgart II         | Bruchwegstadion             | 20 de febrero | 14:00 |
| Hallescher FC       | 4 - 1 | Sonnenhof Großaspach | Erdgas Sportpark            | 20 de febrero | 14:00 |
| Werder Bremen II    | 0 - 0 | Preußen Münster      | Weserstadion Platz 11       | 20 de febrero | 14:00 |
| Chemnitzer FC       | 2 - 2 | Dinamo Dresde        | Fischerwiese                | 20 de febrero | 15:00 |
| Rot-Weiß Erfurt     | 1 - 0 | Würzburger Kickers   | Steigerwaldstadion          | 21 de febrero | 14:00 |

| Stuttgart II         | 1 - 1 | Hallescher FC       | GAZI-Stadion auf der Waldau  | 26 de febrero | 19:00 |
| Dinamo Dresde        | 4 - 0 | Fortuna Colonia     | Stadion Dresden              | 27 de febrero | 14:00 |
| Preußen Münster      | 3 - 1 | Chemnitzer FC       | Preußenstadion               | 27 de febrero | 14:00 |
| Sonnenhof Großaspach | 0 - 1 | Werder Bremen II    | Mechatronik Arena            | 27 de febrero | 14:00 |
| Würzburger Kickers   | 1 - 0 | Maguncia 05 II      | flyeralarm-Arena             | 27 de febrero | 14:00 |
| Energie Cottbus      | 0 - 1 | Hansa Rostock       | Stadion der Freundschaft     | 27 de febrero | 14:00 |
| Holstein Kiel        | 1 - 0 | Aalen               | Holstein-Stadion             | 27 de febrero | 14:00 |
| Wehen Wiesbaden      | 0 - 2 | Osnabrück           | BRITA-Arena                  | 27 de febrero | 14:00 |
| Erzgebirge Aue       | 2 - 2 | Rot-Weiß Erfurt     | Sparkassen-Erzgebirgsstadion | 28 de febrero | 14:00 |
| Magdeburgo           | 2 - 1 | Stuttgarter Kickers | MDCC-Arena                   | 28 de febrero | 14:00 |

| Chemnitzer FC       | 0 - 2 | Sonnenhof Großaspach | Fischerwiese                | 1 de marzo | 18:30 |
| Hansa Rostock       | 1 - 0 | Holstein Kiel        | Ostseestadion               | 1 de marzo | 19:00 |
| Hallescher FC       | 1 - 3 | Würzburger Kickers   | Erdgas Sportpark            | 1 de marzo | 19:00 |
| Werder Bremen II    | 0 - 1 | Stuttgart II         | Weserstadion Platz 11       | 1 de marzo | 19:00 |
| Fortuna Colonia     | 2 - 1 | Preußen Münster      | Südstadion                  | 1 de marzo | 19:00 |
| Energie Cottbus     | 0 - 0 | Erzgebirge Aue       | Stadion der Freundschaft    | 2 de marzo | 18:30 |
| Aalen               | 0 - 0 | Magdeburgo           | Scholz-Arena                | 2 de marzo | 18:30 |
| Stuttgarter Kickers | 1 - 0 | Wehen Wiesbaden      | GAZI-Stadion auf der Waldau | 2 de marzo | 19:00 |
| Maguncia 05 II      | 1 - 0 | Rot-Weiß Erfurt      | Bruchwegstadion             | 2 de marzo | 19:00 |
| Osnabrück           | 0 - 3 | Dinamo Dresde        | Osnatel-Arena               | 2 de marzo | 20:30 |

| Sonnenhof Großaspach | 1 - 1 | Fortuna Colonia     | Mechatronik Arena            | 5 de marzo | 14:00 |
| Würzburger Kickers   | 1 - 1 | Werder Bremen II    | flyeralarm-Arena             | 5 de marzo | 14:00 |
| Rot-Weiß Erfurt      | 1 - 1 | Hallescher FC       | Steigerwaldstadion           | 5 de marzo | 14:00 |
| Holstein Kiel        | 1 - 2 | Energie Cottbus     | Holstein-Stadion             | 5 de marzo | 14:00 |
| Magdeburgo           | 4 - 1 | Hansa Rostock       | MDCC-Arena                   | 5 de marzo | 14:00 |
| Wehen Wiesbaden      | 0 - 1 | Aalen               | BRITA-Arena                  | 5 de marzo | 14:00 |
| Dinamo Dresde        | 1 - 1 | Stuttgarter Kickers | Stadion Dresden              | 6 de marzo | 14:00 |
| Preußen Münster      | 0 - 0 | Osnabrück           | Preußenstadion               | 6 de marzo | 14:00 |
| Erzgebirge Aue       | 1 - 0 | Maguncia 05 II      | Sparkassen-Erzgebirgsstadion | 6 de marzo | 14:00 |
| Stuttgart II         | 1 - 1 | Chemnitzer FC       | GAZI-Stadion auf der Waldau  | 6 de marzo | 14:00 |

| Aalen               | 0 - 0 | Dinamo Dresde        | Scholz-Arena                | 11 de marzo | 19:00 |
| Hallescher FC       | 1 - 1 | Maguncia 05 II       | Erdgas Sportpark            | 11 de marzo | 19:00 |
| Holstein Kiel       | 3 - 0 | Erzgebirge Aue       | Holstein-Stadion            | 12 de marzo | 14:00 |
| Hansa Rostock       | 4 - 0 | Wehen Wiesbaden      | Ostseestadion               | 12 de marzo | 14:00 |
| Energie Cottbus     | 2 - 0 | Magdeburgo           | Stadion der Freundschaft    | 12 de marzo | 14:00 |
| Werder Bremen II    | 0 - 1 | Rot-Weiß Erfurt      | Weserstadion Platz 11       | 12 de marzo | 14:00 |
| Chemnitzer FC       | 0 - 1 | Würzburger Kickers   | Fischerwiese                | 12 de marzo | 14:00 |
| Fortuna Colonia     | 1 - 3 | Stuttgart II         | Südstadion                  | 12 de marzo | 14:00 |
| Osnabrück           | 2 - 2 | Sonnenhof Großaspach | Osnatel-Arena               | 12 de marzo | 14:00 |
| Stuttgarter Kickers | 1 - 0 | Preußen Münster      | GAZI-Stadion auf der Waldau | 12 de marzo | 14:00 |

| Erzgebirge Aue       | 4 - 0 | Hallescher FC       | Sparkassen-Erzgebirgsstadion | 18 de marzo | 17:30 |
| Würzburger Kickers   | 4 - 1 | Fortuna Colonia     | flyeralarm-Arena             | 18 de marzo | 19:00 |
| Stuttgart II         | 0 - 1 | Osnabrück           | GAZI-Stadion auf der Waldau  | 18 de marzo | 19:00 |
| Maguncia 05 II       | 2 - 2 | Werder Bremen II    | Bruchwegstadion              | 19 de marzo | 14:00 |
| Wehen Wiesbaden      | 0 - 0 | Energie Cottbus     | BRITA-Arena                  | 19 de marzo | 14:00 |
| Dinamo Dresde        | 2 - 2 | Hansa Rostock       | Stadion Dresden              | 19 de marzo | 14:00 |
| Preußen Münster      | 0 - 2 | Aalen               | Preußenstadion               | 19 de marzo | 14:00 |
| Sonnenhof Großaspach | 1 - 1 | Stuttgarter Kickers | Mechatronik Arena            | 19 de marzo | 14:00 |
| Rot-Weiß Erfurt      | 0 - 2 | Chemnitzer FC       | Steigerwaldstadion           | 20 de marzo | 14:00 |
| Magdeburgo           | 0 - 1 | Holstein Kiel       | MDCC-Arena                   | 20 de marzo | 14:00 |

| Magdeburgo          | 0 - 3 | Erzgebirge Aue       | MDCC-Arena                  | 1 de abril | 20:30 |
| Energie Cottbus     | 0 - 2 | Dinamo Dresde        | Stadion der Freundschaft    | 2 de abril | 14:00 |
| Holstein Kiel       | 1 - 1 | Wehen Wiesbaden      | Holstein-Stadion            | 2 de abril | 14:00 |
| Werder Bremen II    | 2 - 0 | Hallescher FC        | Weserstadion Platz 11       | 2 de abril | 14:00 |
| Chemnitzer FC       | 5 - 1 | Maguncia 05 II       | Fischerwiese                | 2 de abril | 14:00 |
| Fortuna Colonia     | 1 - 3 | Rot-Weiß Erfurt      | Südstadion                  | 2 de abril | 14:00 |
| Osnabrück           | 1 - 1 | Würzburger Kickers   | Osnatel-Arena               | 2 de abril | 14:00 |
| Aalen               | 0 - 1 | Sonnenhof Großaspach | Scholz-Arena                | 2 de abril | 14:00 |
| Hansa Rostock       | 0 - 0 | Preußen Münster      | Ostseestadion               | 2 de abril | 14:00 |
| Stuttgarter Kickers | 4 - 1 | Stuttgart II         | GAZI-Stadion auf der Waldau | 2 de abril | 15:30 |

| Sonnenhof Großaspach | 0 - 1 | Hansa Rostock       | Mechatronik Arena            | 8 de abril  | 19:00 |
| Wehen Wiesbaden      | 0 - 0 | Magdeburgo          | BRITA-Arena                  | 8 de abril  | 19:00 |
| Maguncia 05 II       | 0 - 1 | Fortuna Colonia     | Bruchwegstadion              | 9 de abril  | 14:00 |
| Erzgebirge Aue       | 1 - 0 | Werder Bremen II    | Sparkassen-Erzgebirgsstadion | 9 de abril  | 14:00 |
| Dinamo Dresde        | 0 - 0 | Holstein Kiel       | Stadion Dresden              | 9 de abril  | 14:00 |
| Preußen Münster      | 3 - 0 | Energie Cottbus     | Preußenstadion               | 9 de abril  | 14:00 |
| Stuttgart II         | 1 - 1 | Aalen               | GAZI-Stadion auf der Waldau  | 9 de abril  | 14:00 |
| Würzburger Kickers   | 2 - 1 | Stuttgarter Kickers | flyeralarm-Arena             | 9 de abril  | 14:00 |
| Rot-Weiß Erfurt      | 4 - 2 | Osnabrück           | Steigerwaldstadion           | 9 de abril  | 14:00 |
| Hallescher FC        | 1 - 2 | Chemnitzer FC       | Erdgas Sportpark             | 10 de abril | 14:00 |

| Wehen Wiesbaden     | 1 - 0 | Erzgebirge Aue       | BRITA-Arena                 | 15 de abril | 19:00 |
| Aalen               | 0 - 1 | Würzburger Kickers   | Scholz-Arena                | 15 de abril | 19:00 |
| Magdeburgo          | 2 - 2 | Dinamo Dresde        | MDCC-Arena                  | 16 de abril | 14:00 |
| Chemnitzer FC       | 2 - 1 | Werder Bremen II     | Fischerwiese                | 16 de abril | 14:00 |
| Osnabrück           | 1 - 1 | Maguncia 05 II       | Osnatel-Arena               | 16 de abril | 14:00 |
| Stuttgarter Kickers | 0 - 1 | Rot-Weiß Erfurt      | GAZI-Stadion auf der Waldau | 16 de abril | 14:00 |
| Hansa Rostock       | 2 - 0 | Stuttgart II         | Ostseestadion               | 16 de abril | 14:00 |
| Energie Cottbus     | 0 - 5 | Sonnenhof Großaspach | Stadion der Freundschaft    | 16 de abril | 14:00 |
| Holstein Kiel       | 0 - 0 | Preußen Münster      | Holstein-Stadion            | 16 de abril | 14:00 |
| Fortuna Colonia     | 0 - 2 | Hallescher FC        | Südstadion                  | 17 de abril | 14:00 |

| Werder Bremen II     | 1 - 3 | Fortuna Colonia     | Weserstadion Platz 11        | 22 de abril | 19:00 |
| Preußen Münster      | 1 - 2 | Magdeburgo          | Preußenstadion               | 22 de abril | 19:00 |
| Stuttgart II         | 0 - 1 | Energie Cottbus     | GAZI-Stadion auf der Waldau  | 22 de abril | 19:00 |
| Dinamo Dresde        | 4 - 0 | Wehen Wiesbaden     | Stadion Dresden              | 24 de abril | 14:00 |
| Sonnenhof Großaspach | 0 - 0 | Holstein Kiel       | Mechatronik Arena            | 24 de abril | 14:00 |
| Würzburger Kickers   | 2 - 1 | Hansa Rostock       | flyeralarm-Arena             | 24 de abril | 14:00 |
| Rot-Weiß Erfurt      | 2 - 0 | Aalen               | Steigerwaldstadion           | 24 de abril | 14:00 |
| Maguncia 05 II       | 1 - 2 | Stuttgarter Kickers | Bruchwegstadion              | 24 de abril | 14:00 |
| Hallescher FC        | 1 - 0 | Osnabrück           | Erdgas Sportpark             | 24 de abril | 14:00 |
| Erzgebirge Aue       | 2 - 0 | Chemnitzer FC       | Sparkassen-Erzgebirgsstadion | 24 de abril | 14:00 |

| Fortuna Colonia     | 0 - 3 | Chemnitzer FC        | Südstadion                  | 29 de abril | 19:00 |
| Wehen Wiesbaden     | 0 - 2 | Preußen Münster      | BRITA-Arena                 | 29 de abril | 19:00 |
| Dinamo Dresde       | 1 - 1 | Erzgebirge Aue       | Stadion Dresden             | 30 de abril | 14:00 |
| Osnabrück           | 3 - 1 | Werder Bremen II     | Osnatel-Arena               | 30 de abril | 14:00 |
| Stuttgarter Kickers | 1 - 0 | Hallescher FC        | GAZI-Stadion auf der Waldau | 30 de abril | 14:00 |
| Aalen               | 3 - 2 | Maguncia 05 II       | Scholz-Arena                | 30 de abril | 14:00 |
| Hansa Rostock       | 3 - 1 | Rot-Weiß Erfurt      | Ostseestadion               | 30 de abril | 14:00 |
| Energie Cottbus     | 1 - 2 | Würzburger Kickers   | Stadion der Freundschaft    | 30 de abril | 14:00 |
| Holstein Kiel       | 1 - 0 | Stuttgart II         | Holstein-Stadion            | 30 de abril | 14:00 |
| Magdeburgo          | 4 - 0 | Sonnenhof Großaspach | MDCC-Arena                  | 30 de abril | 14:00 |

| Fortuna Colonia      | 0 - 2 | Erzgebirge Aue      | Südstadion                  | 7 de mayo | 13:30 |
| Preußen Münster      | 2 - 3 | Dinamo Dresde       | Preußenstadion              | 7 de mayo | 13:30 |
| Sonnenhof Großaspach | 0 - 1 | Wehen Wiesbaden     | Mechatronik Arena           | 7 de mayo | 13:30 |
| Stuttgart II         | 0 - 1 | Magdeburgo          | GAZI-Stadion auf der Waldau | 7 de mayo | 13:30 |
| Würzburger Kickers   | 1 - 1 | Holstein Kiel       | flyeralarm-Arena            | 7 de mayo | 13:30 |
| Rot-Weiß Erfurt      | 0 - 1 | Energie Cottbus     | Steigerwaldstadion          | 7 de mayo | 13:30 |
| Maguncia 05 II       | 4 - 0 | Hansa Rostock       | Bruchwegstadion             | 7 de mayo | 13:30 |
| Hallescher FC        | 3 - 1 | Aalen               | Erdgas Sportpark            | 7 de mayo | 13:30 |
| Werder Bremen II     | 1 - 0 | Stuttgarter Kickers | Weserstadion Platz 11       | 7 de mayo | 13:30 |
| Chemnitzer FC        | 2 - 1 | Osnabrück           | Fischerwiese                | 7 de mayo | 13:30 |

| Osnabrück           | 1 - 3 | Fortuna Colonia      | Osnatel-Arena                | 14 de mayo | 13:45 |
| Stuttgarter Kickers | 0 - 1 | Chemnitzer FC        | GAZI-Stadion auf der Waldau  | 14 de mayo | 13:45 |
| Aalen               | 1 - 2 | Werder Bremen II     | Scholz-Arena                 | 14 de mayo | 13:45 |
| Hansa Rostock       | 3 - 1 | Hallescher FC        | Ostseestadion                | 14 de mayo | 13:45 |
| Energie Cottbus     | 2 - 3 | Maguncia 05 II       | Stadion der Freundschaft     | 14 de mayo | 13:45 |
| Holstein Kiel       | 0 - 3 | Rot-Weiß Erfurt      | Holstein-Stadion             | 14 de mayo | 13:45 |
| Magdeburgo          | 0 - 1 | Würzburger Kickers   | MDCC-Arena                   | 14 de mayo | 13:45 |
| Wehen Wiesbaden     | 3 - 1 | Stuttgart II         | BRITA-Arena                  | 14 de mayo | 13:45 |
| Dinamo Dresde       | 2 - 1 | Sonnenhof Großaspach | Stadion Dresden              | 14 de mayo | 13:45 |
| Erzgebirge Aue      | 3 - 0 | Preußen Münster      | Sparkassen-Erzgebirgsstadion | 14 de mayo | 13:45 |

### Campeón
|                                                       |
|                                                       |
| Dinamo Dresde 1.er título Asciende a la 2. Bundesliga |
| También asciende Erzgebirge Aue como vicecampeón.     |

### Partido por el ascenso
| 20 de mayo de 2016, 19:10 | Würzburger Kickers         | 2:0 (1:0) | Duisburgo | flyeralarm-Arena, Würzburgo                                |                                                            |
|                           | Weil 10' (pen.) · Nagy 79' | Reporte   |           | Asistencia: 9806 espectadores Árbitro(s): Sascha Stegemann | Asistencia: 9806 espectadores Árbitro(s): Sascha Stegemann |

| 24 de mayo de 2016, 19:10 | Duisburgo                | 1:2 (1:1) | Würzburger Kickers            | Schauinsland-Reisen-Arena, Duisburgo                       |                                                            |
|                           | Schoppenhauer 33' (a.g.) | Reporte   | Soriano 37' · Benatelli 90+2' | Asistencia: 29 500 espectadores Árbitro(s): Tobias Stieler | Asistencia: 29 500 espectadores Árbitro(s): Tobias Stieler |

- Würzburger Kickers ganó en el resultado global con un marcador de 4 - 1, por tanto logró el ascenso a la 2. Bundesliga para la siguiente temporada.

## Estadísticas

### Goleadores
| Justin Eilers                            | Dinamo Dresde           | 23 | 33 | 0.69 | 3 |
| Christian Beck                           | 1. FC Magdeburg         | 19 | 38 | 0.5  | 1 |
| Pascal Testroet                          | Dinamo Dresde           | 18 | 30 | 0.6  | 0 |
| Marco Königs                             | SC Fortuna Köln         | 16 | 36 | 0.44 | 2 |
| Anton Fink                               | Chemnitzer FC           | 15 | 35 | 0.42 | 3 |
| Julius Biada                             | SC Fortuna Köln         | 13 | 33 | 0.39 | 0 |
| Julian Derstroff                         | 1. FSV Maguncia 05 II   | 12 | 35 | 0.34 | 1 |
| Carsten Kammlott                         | FC Rot-Weiß Erfurt      | 12 | 33 | 0.36 | 0 |
| Erich Berko                              | Stuttgarter Kickers     | 11 | 36 | 0.30 | 0 |
| Pascal Breier                            | SG Sonnenhof Großaspach | 11 | 32 | 0.34 | 0 |
| Última actualización: 20 de mayo de 2016 |                         |    |    |      |   |

| Jugador           | Equipo              | Amonestaciones | Partidos |
| ----------------- | ------------------- | -------------- | -------- |
| Dennis Erdmann    | F.C. Hansa Rostock  | 15             | 32       |
| Marco Kofler      | F.C. Hansa Rostock  | 12             | 28       |
| Jannis Nikolaou   | FC Rot-Weiß Erfurt  | 12             | 29       |
| Halil Savran      | VfL Osnabrück       | 12             | 36       |
| Michael Gardawski | F.C. Hansa Rostock  | 12             | 36       |
| Rafael Kazior     | SV Werder Bremen II | 12             | 36       |

| Jugador          | Equipo             | Expulsiones | Partidos |
| ---------------- | ------------------ | ----------- | -------- |
| Benjamin Schwarz | SC Preußen Münster | 3           | 24       |
| Marco Kofler     | F.C. Hansa Rostock | 2           | 28       |
| Tobias Fink      | SC Fortuna Köln    | 2           | 16       |
| Kevin Schindler  | SV Wehen Wiesbaden | 2           | 36       |